# Co-operative Commonwealth Federation
O Co-operative Commonwealth Federation (CCF), também conhecido em francês como: Fédération du Commonwealth Coopératif, foi um antigo partido socialista e socialista democrático no Canadá. O CCF foi fundado em 1932 em na cidade de Calgary em Alberta, por vários grupos socialistas, agrários, cooperativos, trabalhistas e pela "Liga para Reconstrução Social". Em 1944, o CCF formou o primeiro governo social-democrata na América do Norte quando foi eleito para formar o governo provincial em Saskatchewan. Em 1961, o CCF foi sucedido pelo Novo Partido Democrata (NDP). O nome mais conhecido para o CCF era Co-operative Commonwealth Federation (Fazendeiro-Trabalhista-Socialista).

## Resultados eleitorais

### Eleições legislativas
| Data | Líder            | CI. | Votos   | %            | +/- | Deputados | +/- | Status   | Notas |
| ---- | ---------------- | --- | ------- | ------------ | --- | --------- | --- | -------- | ----- |
| 1935 | J. S. Woodsworth | 4.º | 410 125 | 9,3 / 100,0  |     | 7 / 245   |     | Oposição |       |
| 1940 | J. S. Woodsworth | 3.º | 388 103 | 8,4 / 100,0  | 0,9 | 8 / 245   | 1   | Oposição |       |
| 1945 | M. J. Coldwell   | 3.º | 815 720 | 15,6 / 100,0 | 7,2 | 28 / 245  | 20  | Oposição |       |
| 1949 | M. J. Coldwell   | 3.º | 784 770 | 13,4 / 100,0 | 2,2 | 13 / 262  | 15  | Oposição |       |
| 1953 | M. J. Coldwell   | 3.º | 636 310 | 11,3 / 100,0 | 2,1 | 23 / 265  | 10  | Oposição |       |
| 1957 | M. J. Coldwell   | 3.º | 707 659 | 10,6 / 100,0 | 0,7 | 25 / 265  | 2   | Oposição |       |
| 1958 | M. J. Coldwell   | 3.º | 692 398 | 9,5 / 100,0  | 1,1 | 8 / 265   | 17  | Oposição |       |